# Alfred Tetens

Alfred Tetens (1889)

Alfred Tetens (* 1. Juli 1835 in Wilster; † 13. Januar 1903 in Altona) war ein deutscher Kapitän, Entdecker und später Wasserschout des Senats der Freien und Hansestadt Hamburg.

## Leben

### Jugend und frühe Fahrten (1849–1860)
Alfred Tetens war der siebte Sohn eines in dänischen Diensten stehenden Justizrats und Senators. Nach Schulbesuch in Lübeck und Konfirmation erhielt er die Zustimmung des Vaters zur Ausbildung zum Seemann. Da die Familie keine Verbindungen zum Seehandel beziehungsweise seemännische Vorfahren besaß, trat Tetens im Jahr 1850 auf dem Schoner Odin seine erste Fahrt als Schiffsjunge an. Von Hamburg gelangte er über Brasilien und die Kapverdischen Inseln nach New York. Drei Jahre später fuhr er auf der Winterthur nach Australien, wo in Melbourne wegen des Goldrauschs ein Großteil der Mannschaft desertierte. Aus praktischer Not wurde Tetens zum Vollmatrosen ernannt.
Das Patent zum Untersteuermann erhielt Tetens am 10. Juli 1857. Für eine erste Indien-Reise heuerte er auf der Lucy and Harriet an. Im Folgejahr bestand er in London die Prüfung zum Steuermann. Mit der Palmerston fuhr er ein zweites Mal nach Indien. Anschließend segelte er mit der Norwood nach Neuseeland. Nach einer nächsten Rückkehr bestand Tetens am 27. Dezember 1861 in London das Examen zum Kapitän. Zum Anfang des folgenden Jahres stach er mit der Norwood wiederum in See, jetzt für eine Reise in die Philippinen.

### Agent und Statthalter von Andrew Cheyne (1861–1863)
Nach Abmusterung in Manila traf Tetens zur Jahresmitte 1862 den schottischen Handelskapitän Andrew Cheyne, der ihn als Agent für ein Kopra- und Bêche-de-mar-Geschäft auf den Palau-Inseln engagierte. Als erster Steuermann des Black River Packet erreichte Tetens im Oktober 1862 den Haupthafen Koror der Palaugruppe. Hier wurde er von Cheyne beim Bezirksobersten Abbathule (heute: Ibedul) eingeführt. In den folgenden Wochen fand eine Begegnung mit dem Naturforscher Karl Semper statt, von dem Tetens genauere Kenntnisse über das Inselgebiet erwarb.
Nach dreimonatigem Aufenthalt wurde Tetens zusammen mit dem niedergelassenen Strandbummler John Davies und zwei indigenen Anführern nach Yap (Karolinen) überführt. Hier produzierte man für Cheyne eine Schiffsladung Bêche-de-mar. Mit dem Oberhaupt des Dorfes Krurr, Foneway, traf Tetens bereits die Absprache, zu späterer Zeit als unabhängiger Handelskapitän wiederzukehren und dann in direkte Geschäftsbeziehung mit ihm zu treten.
Im November 1863 kam Tetens nach Koror zurück, wo er Cheynes Station belagert fand. An den verfeindeten Bezirk Artingal (heute: Melekeok) hatte Cheyne Schusswaffen verkauft und musste kurz nach Tetens’ Wiederankunft fliehen. Zuvor setzte er ihn als seinen Statthalter ein. Laut Tetens’ Biographie stellten die Palau-Insulaner bald auch den Handel mit ihm selbst ein, angeblich um Tetens zu isolieren und ihn bei sich bietender Gelegenheit zu beseitigen. In einer jüngeren Darstellung hält Jakob Anderhandt dies nicht für plausibel:

„Tetens Behauptung [in der Biographie], die Leute von Koror hätten ihn, als sich die Rückkehr Andrew Cheynes verspätete, auf Initiative von Abbathule […] zu isolieren und umzubringen versucht, weil man geglaubt habe, Cheyne sei mit seinem Schiff gescheitert und damit Tetens’ Funktion als Generalbevollmächtigtem erloschen, wird durch Tetens’ eigene Expeditionsberichte […] stark infrage gestellt. Möglicherweise ist die gesamte Episode eine Erfindung des Herausgebers von Tetens’ [Biographie], Sammy Steinberg, der sie an anderen Stellen nachweislich verbrämt und verfälscht hat […]“

Zufolge der Biographie wurde Tetens von Cheyne abgegriffen, nachdem sein Haus bereits von einer Kriegerschar umstellt war. Kurz vor dem Einlaufen des Handelskapitäns hätten Abbathule und seine Untertanen sich Tetens jedoch wieder angenähert: „Da aber das herannahende Schiff, wie sie richtig vermuteten, den Verhaßten wieder in ihre Nähe brachte, so wollte man sich aufs Neue meiner Freundschaft versichern, um gegen den harten Mann geschützt zu sein.“ Nach Abnahme von Lagerbeständen in Koror und Yap kehrten Cheyne und Tetens nach Manila zurück, wo ihre Geschäftsbeziehung endete.

### Entdecker im Auftrag vonJoh. Ces. Godeffroy & Sohn(1865–1868)

Beschreibungen von verschiedenen Inseln nebst Lebensweise & Gewohnheiten der Eingeborenen: Titelseite von A. Tetens’ Bericht über die erste Vesta-Expedition (Staatsarchiv Hamburg)

Durch Karl Semper (s. o.) hatte Tetens von einem geheimen Vertrag zwischen Abbathule und Andrew Cheyne erfahren, in dem sich letzterer gegen exklusive Waffenlieferungen ein Handelsmonopol in Koror und eine politische Schlüsselfunktion als „oberster Schlichter“ für die gesamte Palaugruppe ausbedang. Nach Rückkehr nach Hamburg verwendete Tetens den Titel des „Statthalters“ darauf, sich im Schatten der Vereinbarung als „Vice-König der Karolinen“ zu präsentieren. Durch eine Zeitungsmeldung wurde der Chef des Handelshauses J.C. Godeffroy & Sohn, Johan Cesar Godeffroy, auf den Kapitän aufmerksam und ernannte ihn zum Leiter einer Expedition in den westlichen Stillen Ozean. Zweck der Unternehmung sollte es sein, neben bereits etablierten Handelsbeziehungen der Godeffroys auf Samoa ein weiteres Standbein in der Südsee zu schaffen, das allmählich zu einem „zweiten Samoa“ heranwachsen konnte. Hierfür wurde Tetens die Aufsicht über die zunächst beabsichtigten Geschäfte auf den Palau-Inseln und in den Karolinen übertragen, sodass er „durch Einsetzung von Sub-Agenten die Ausdehnung […] entsprechend […] fördern“ könne. Handelsgüter, auf die Tetens sich zu konzentrieren hatte, waren Bêche-de-mar („Biche la mar“), Kopra („Copprah“), Perlschale („Perlmuttschale“), sowie Baumwolle, Tabak, Indigo und „ähnliche Artikel“. Ethnographische und zoologische Sammlungen für das Museum Godeffroy waren demgegenüber „Nebensache“ – „… indeß hoffen wir, daß Sie doch Zeit und Muße finden werden, für unser naturhistorisches Unternehmen mit schönem Erfolge zu wirken …“ (aus der Direktive für die Expedition). Für die am 1. August 1865 beginnende, dreigliedrige Fahrt wurde die Godeffroy’sche Brigg Vesta zusätzlich mit zwölf Geschützen ausgestattet. Auf der Reiherstiegwerft erbaute man außerdem die Dampfpinasse Martha-Alfred, welche Tetens während eines Inselaufenthaltes rasche Tagesfahrten ermöglichte.

#### Die erste Vesta-Expedition: Cuxhaven–Hongkong (1.August1865–1.September1866)

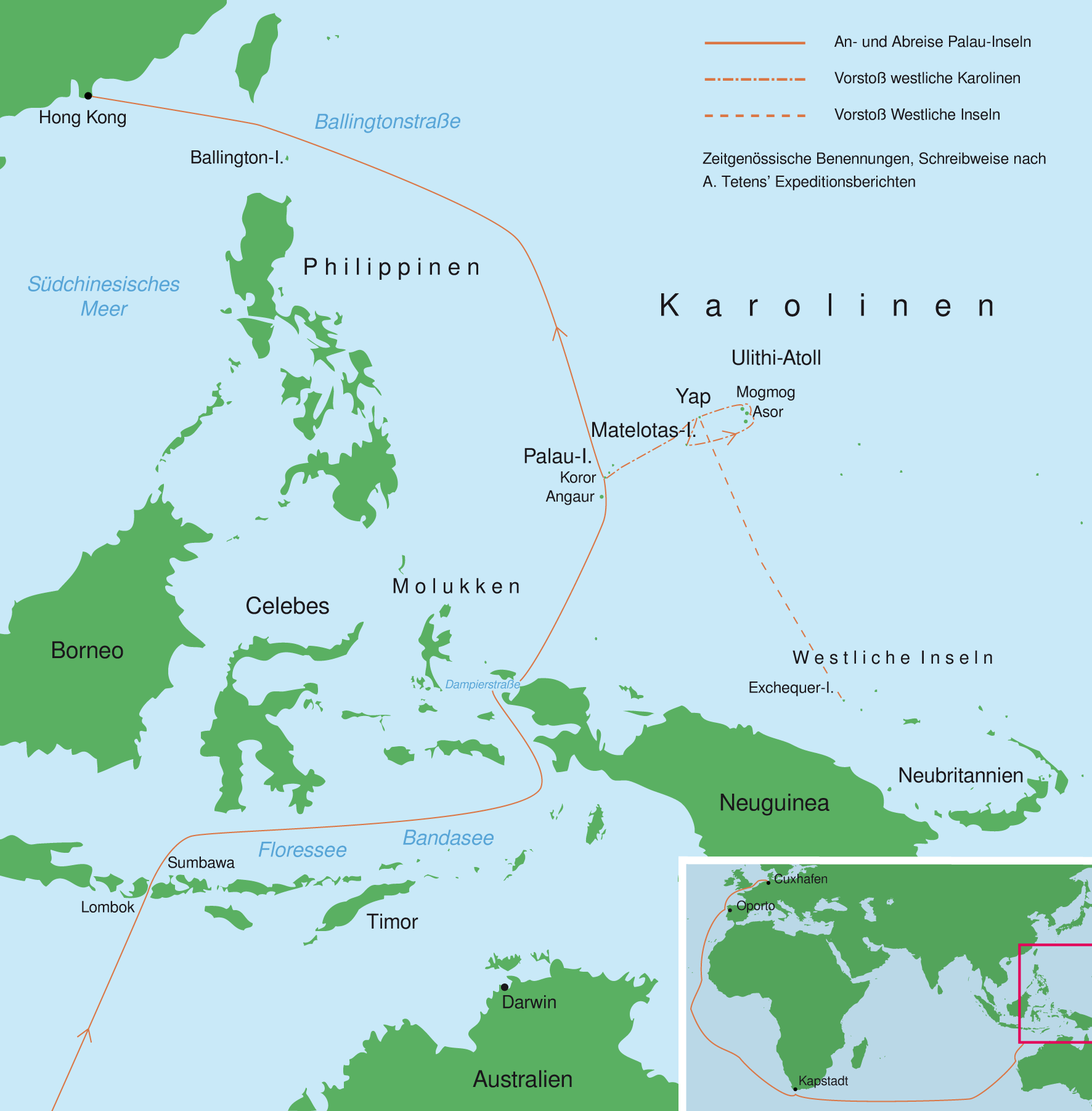
Erste Vesta-Expedition, Aug. 1865–Sept. 1866

Die Vesta stach von Cuxhaven aus in See, stieß aber bereits in der Nordsee auf schlechtes Wetter und hatte auf der weiteren Fahrt mit entgegenstehendem Wind zu kämpfen. Der Äquator wurde erst am 25. September passiert. Am 29. November kam das Nordwestkap Australiens in Sicht. Statt wie geplant südenum zu segeln, wählte Tetens nach „reiferer Überlegung“ die nördliche Route und kam durch die Atlas-Straße (zwischen Sumbawa und Lombok) in die Floressee. Vor Ambleau (?) erfolgte ein Rendezvous mit einem Regierungsschiff, dem eine erste Briefsendung nach Hamburg übergeben wurde. In der Dampierstraße trieb man erstmals mit Insulanern in Kanus Tauschhandel. Nach einer Zwischenlandung auf Botanta vor der Nordwestküste Neuguineas und einer ergebnislosen Suche nach qualitativ zureichendem Bêche-de-mar sichtete man am 11. Januar 1866 Angaur, die südlichste Insel der Palaugruppe. Am 13. des Monats lag die Vesta auf der Reede vor Koror und wurde am folgenden Morgen vom ansässigen Engländer James Simpson in den Hafen gelotst. Über die jetzigen Aussichten, in Koror eine Zentralniederlassung für J.C. Godeffroy & Sohn zu errichten, äußerte Tetens:

„Im Horsburgh Sailing Directory werden die Eingeborenen [Korors] als ferocious savages dargestellt, auch in Findlays und Rapus [?] Ausgaben werden den Insulanern keine gute[n] Eigenschaften gelassen[;] ich fühle mich jedoch veranlaßt dieses zu widerlegen und kann mit Bestimmtheit sagen, daß ein jedes Schiff, irgend welcher Nation angehörig, jedenfalls in Corror gute und sichere Aufnahme findet[.] [L]etzterer ist überhaupt der beste und einzige sichere Hafen auf den Pellew Inseln, und nie wird einem Europäer dort Leides zugefügt[.] [A]uch ist dieser Platz gut geeignet um Brennholz & schönes Quellwasser einzunehmen, sowie auch einen guten Vorrath von Schweinen, Hühnern & Taro. […] [D]azu kommt noch, daß diese Inselgruppe gerade im Wege aller Schiffe liegt, die die östliche Route nach China nehmen, und [Corror] demnach sehr geeignet sein würde als Nothhafen, man könnte auch ein Colendepot dort anlegen für Dampfschiffe.“

Der Hafen von Yap und der Transport von Steingeld. Zeichnung von Franz Hernsheim, ca. 1875

 Nach einem Ehrbesuch Abbathules auf der Vesta nahm Tetens zur Verstärkung der Mannschaft drei Palau-Insulaner an Bord. Bei Fortsetzung der Reise (24. Januar 1866) erhielten außerdem zehn Yap-Männer freie Passage nach ihren Heimatinseln. Ferner verschiffte Tetens etwa zwanzig Stück des auf Malakal gefertigten Steingeldes und lieferte anlässlich dessen eine frühe Beschreibung:

„[…] es ist nämlich eine besondere Art Stein, welch[e] sie in die Gestalt und Größe eines großen Schweizer Käses bearbeiten, nur mit dem Unterschiede, daß in der Mitte ein großes Loch ist, wodurch ein dicker Stock gesteckt wird, um es zu transportiren.“

In Rul, dem Haupthafen von Yap, suchte Tetens am 7. Februar den Anführer Foneway auf und warb unter Bezugnahme auf seine frühere Absprache (1862, s. o.) fünfzig Yap-Männer als Fischer für eine Bêche-de-mar-Expedition in die östlich liegenden Inselgebiete an. Dabei entdeckte Tetens auf den Matelotas-Inseln eine Passage durch das Riff (10./11. Februar), landete einige seiner Arbeiter und verhandelte dann auf Asor (heute: Yasor, Ulithi-Atoll) mit den Anführern Guerr (?) und Romumí (?) über die Errichtung von Camarinen (temporären Stationen) zum ausgedehnteren Fischen von Trepang (16./17. Februar). Die Vesta wurde vor die Hauptinsel Mogmog verlegt (18. Februar), wo sie für den Rest des Aufenthalts verankert blieb.
Wegen starker Winde, die das Fischen erschwerten, fiel die Ausbeute spärlich aus. Deshalb übertrug Tetens seinem Maschinenmeister die Aufsicht über die temporären Stationen (23. März) und setzte die Expedition nach einer Rückkehr nach Yap zu den Exchequerinseln fort. Beim Zwischenhalt in Rul (24. März) wurden noch einmal einhundert einheimische Männer als Fischer an Bord genommen, außerdem 25 Kanus, da Tetens die Dampfpinasse (s. o.) zum Einsatz für Zwischenfahrten im Ulithi-Atoll stationiert hatte.
In den Exchequers ankerte Tetens nach vergeblicher Suche nach einer Passage vor einer kleinen Außeninsel (18. April, Name nicht überliefert) und nahm erst nach dem Abklingen eines orkanartigen Sturmes Kontakt zu den Einheimischen auf (20. April). Nach Verhandlungen an Land wurden auch hier mehrere Camarine errichtet und im Austausch gegen „kleine Geschenke“ ebenso die Insulaner zum Fischen angestellt (23. April–1. Juni). Trotz reichlicher Ausbeute musste der Aufenthalt wegen Proviantmangels vorzeitig abgebrochen werden.
Nach Abmusterung der angeheuerten Fischer auf Yap (14. Juni) wurde das in den Exchequers hergestellte Bêche-de-mar in Rul zwischengelagert und im Ort mit der Herstellung von Kokosöl begonnen. Wegen Uneinigkeit über die in den Exchequers erbeutete Perlschale, die sowohl Tetens als auch die abgemusterten Fischer für sich beanspruchten, hielt man die Vesta bis zum Ende des Aufenthalts verteidigungsbereit (16. Juni). In Begleitung von Foneway wurden anschließend auf den Matelotas-Inseln die Trepangbestände abgenommen und Strandgut aus dem gescheiterten Vollschiff Ebba Brahe geborgen (17.–26. Juni). Zurück auf Yap wurden weitere Inselprodukte erhandelt und gleichzeitig die auf den Matelotas eingesetzten Fischer gelandet (28.–30. Juni).
Die anschließende Rückkehr der Vesta nach Mogmog (2. Juli) war von den dortigen Insulanern schon nicht mehr erwartet worden und verhinderte laut Tetens eben noch einen Angriff auf die provisorische Station. Zu den Hintergründen erklärte der zurückgelassene Maschinenmeister, dass am 2. April ein Yap-Insulaner nach Mogmog gekommen wäre, der „Anführer [einer] Expedition, welche nach der MacKenzie Insel [damals anderer Name f. d. Ulithi-Atoll] geschickt worden war, um die hier [hin]kommenden Schiffe zu kapern.“ Zur geringen Bêche-de-mar-Ausbeute äußerten die Anführer Guerr und Romumí, dass die Yap-Männer aus der genannten Expedition es ihnen verboten hätten, mit dem Fischen fortzufahren. Am Ende des Aufenthalts (12. Juli) wurde wegen dieser Schwierigkeiten die temporäre Station abgebrochen.
Beim nächsten Halt vor Yap (13. Juli) wurden die Fischer für Mogmog abgemustert. Auf Isle Isle landete man zehn eiserne Töpfe für die Produktion von Kokosöl. Ein Mannschaftsmitglied der Vesta namens „Boje“ wurde als erster Agent für J.C. Godeffroy & Sohn stationiert.
Bei Wiederankunft in Koror (16. Juli) meinte Tetens im Verhalten der Insulaner ein „anderes Benehmen“ zu entdecken, obwohl Kanus längsseits der Vesta gingen:

„Ich fragte […], ob Capt Cheyne (mein früherer Prinzipal u. College Trader) während us Abwesenheit hier gewesen wäre, [man] bestätigte es, u. sagte ferner, daß er nur kurze Zeit dort gewesen, u. dann nach einer anderen Inselgruppe gesegelt sei […]. Am Nachmittage ging ich an’s Land zu einer Quelle, um mich zu waschen, u. sah zu m. großen Verwunderung, daß 2 Bööte & 2 große Biche-de-mar Kessel von Capt Cheynes Schooner in einem alten Camarin zurückgelassen waren, so daß ich noch bei mir selbst dachte, warum er dies wohl hiergelassen hat[?] [D]as ganze Geheimniß enthüllte sich jedoch nur zu bald[,] denn Wilde können nie ein Geheimniß bei sich behalten, u. verrathen sich gegenseitig. Am Tage us Ankunft nämlich, empfing ich eine Einladung zu einem Feste vom Könige Abba Thule, u. den Häuptlingen in Corror, welches am selbigen Tage stattfinden sollte [… ;] u. ich fragte [dort] den König, wohin [Cheyne] gesegelt sei, er konnte mir nicht gleich antworten, u. schien verwirrt zu sein, ich sah i[h]n fest an, er vermied aber m[einen] Blick, u. erst nach einiger Zögerung sagte er mir, daß Capt Cheyne von den Artingal Natives Nachts in seinem Hause auf der Insel Mallacal ermordet sei […]“

Die Einwohner von Koror hatten Cheynes Leiche beerdigt und auf der Stätte ein Denkmal errichtet. Laut Tetens’ Bericht geschah dies allerdings nur, „um den Schein abzuwenden, und uns glauben zu machen, sie seien unschuldig an diesem Morde, welches ich bis jetzt auch noch annahm.“ Nach Rückkehr auf die Vesta erfuhr Tetens den wirklichen Tathergang von seinen Offizieren, die ihrerseits durch Besucher von Land aufgeklärt worden waren:

„Der Plan ist ursprünglich von Abba Thule ausgegangen, u. nachdem er sowohl, wie alle Häuptlinge […] ihre Zustimmung gegeben, ausgeführt worden. Es war in der letzten Nacht vor Capt Cheyne’s Abreise, daß er, wie gewöhnlich in seinem Hause, welches er sich auf der Insel Mallacal gebaut, schlief. [D]a es ein schöner Abend war, ging er in der Veranda auf u. ab, als plötzlich ein Wilder kam u. ihn rief [& dann sagte], es sei der Sohn des Königs von Artingal hier und hätte ihm einige Schweine gebracht, die noch in seinem Canoe lägen. Capt Cheyne kam darauf nichts argwöhnend von der Veranda herab, um zu sehen, ob es sich wirklich so verhalte, als er plötzlich von einem Native von hinten gefaßt wurde, während der andere ihm mehrere Hiebe mit einem scharfen Beitel an den Kopf versetzte, daß er niederstürzte, darauf sprangen noch eine Menge anderer Natives aus dem Gebüsch u. fielen über ihr unglückliches Schlachtopfer her, ihn zerstückelnd u. zuletzt mit einem größeren viereckigen Fliesenstein alle seine Knochen im Körper zermalm[end]. Als dann schleppten sie ihn in’s Haus, warfen ihn auf den Fußboden, u. ließen ihn hier in seinem Blute liegen. Nachdem die Wilden diese grausame & hinterlistige Mordthat verübt, bliesen sie auf ihrer Couchschaale [?] (ein Kriegssignal) u. thaten, als wenn sie ein Artingal Canoe verfolgten, um die Schiffsmannschaft zu täuschen u. den Schein von sich abzuwenden[;] Capt Cheyne’s Schooner lag zur selbigen Zeit dicht bei Mallacal vor Anker […].“

Die gedruckte Biographie Tetens’ nennt ersatzweise ein Gespräch mit Abbathule, in dem dieser vor Tetens angeblich Gründe für die Tat äußert:

„Capitän Cheyne hat nach Deiner Abreise wiederum unsere Insel besucht und unter der Vorgabe, nur Trepang und Schildpatt zu erlangen, uns Böses zugefügt. Auf sein Anraten haben unsere alten Feinde [d.s. die Einwohner von Artingal] auf’s Neue den Krieg gegen uns begonnen, und als auch dieser Streich nicht gelang, entlockte er uns ein Zugeständnis, nach welchem England von unserer Insel Besitz ergreifen durfte.“

Dieses Zugeständnis ist historisch nicht belegt; sondern laut dem Naturforscher Karl Semper und den Historikern Dorothy Shineberg und Jakob Anderhandt hatte Cheyne mit fortgesetzten Waffenverkäufen an Artingal bei den Leuten von Koror so viel Hass und Schuld auf sich geladen, dass nach den örtlichen Sitten und Gebräuchen eine Hinrichtung zuletzt unvermeidlich erschien. Die Verschleierung der Tat erfolgte laut Anderhandt, weil der Bevölkerung Korors bereits bewusst gewesen sei, dass ihre Aktion seitens der Landsleute Cheynes, sollte die Außenwelt davon erfahren, nach ihren eigenen Gesetzen und nicht denjenigen Korors beurteilt werden würde. Nach abschließenden Geschäften (29. Juli) und Einlaufen in Hongkong (2. September) lieferte Tetens an das britische Konsulat eine Eingabe über die Todesumstände Andrew Cheynes. Sie bildete eine der Grundlagen für die Vergeltungsmaßnahmen von HMS Perseus im April 1867. Infolge von Cheynes gewaltsamem Ende fiel die Standortwahl von J.C. Godeffroy & Sohn für ihre zweite Zentralniederlassung in der Südsee nicht auf Koror, sondern auf Yap.

#### Die zweite Vesta-Expedition: Hongkong–Hongkong (4.Oktober1866–28.März1867)

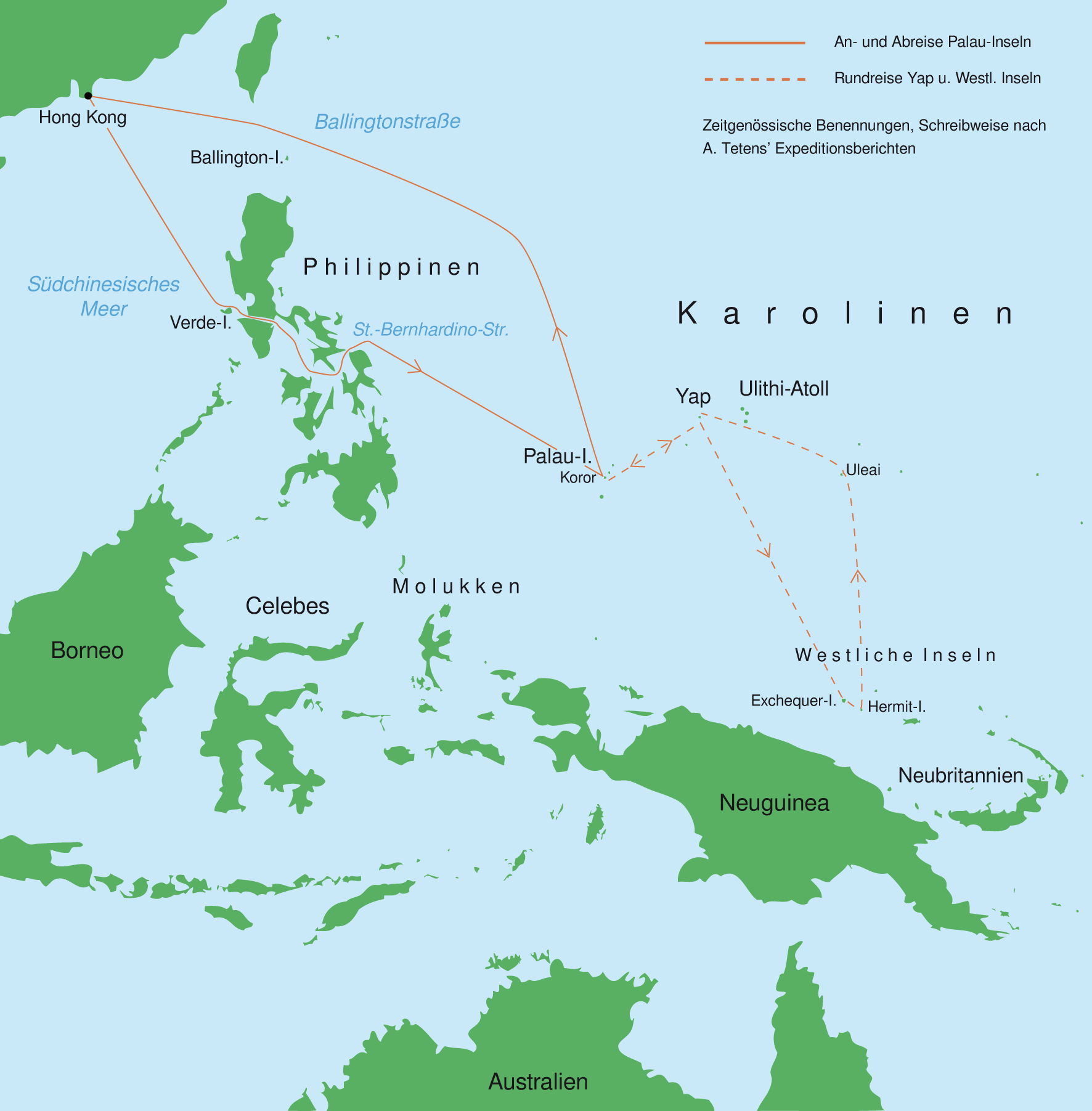
Zweite Vesta-Expedition, Okt. 1866–Mrz. 1867

Nach Anfertigung eines Metalltanks zum verlustfreien Transport von Kokosöl (September 1866) stach Tetens mit der Vesta erneut in See und erreichte durch die San-Bernardino-Straße ein nächstes Mal Koror (31. Oktober). Nach Anwerbung von fünfzig Arbeitern für eine weitere Bêche-de-mar-Expedition traf er mit Abbathule detaillierte Absprachen zum Fischen von Trepang und Sammeln von Korallen in dessen Bezirk. Bei einem Freundschaftsfest vor der Weiterreise (6. November) wurden diese besiegelt. In Rul (12.–17. November) wurde der Agent „Boje“ wieder eingeschifft und statt seiner der Niederländer „Tom Brown“ mit den Geschäften von J.C. Godeffroy & Sohn betraut (eigentl. Thomas van der Plann, den Tetens irrtümlich für einen Engländer hielt). Die Qualität des auf Yap produzierten Kokosöls bezeichnete Tetens als „vortrefflich“ – „… leider war aber nicht sehr viel gemacht worden, da die Eingeborenen nicht genug Gefäße gehabt hatten, das Oel hineinzuthun.“ Nach Anwerbung von weiteren 50 Fischern wurde für eine neue Fahrt zu den Exchequers in See gestochen, die sich wegen ungünstiger Winde und Strömungen verzögerte. Nach Abriss des alten, provisorischen Stationshauses auf der Inselgruppe und einem erweiterten Neubau an günstigerer Stelle (5.–8. Dezember) wurde das Fischen wieder eröffnet, welches nun mit einer für Tetens stattlichen Quantität von etwa 1,3 Tonnen eingekochtem Bêche-de-mar zum Abschluss kam (20. Januar 1867). Auf der Rückfahrt wurden die Hermitinseln angelaufen (22. Januar) und auf einem nordwestlichen Eiland einige Stücke Bandeisen gegen Obst und Früchte getauscht. Im Unterschied zu dem hier freundlichen Kontakt stieß Tetens bei Landungsversuchen im östlichen Teil auf massiven Widerstand, sodass er sein Vorhaben einer Kontaktaufnahme vorübergehend aufgab (24. Januar):

„[N]amentlich als wir nach einem großen Dorfe [auf der Insel Luf] kamen, wurden die Wilden immer wüthender, liefen mit ihren Speeren hin und her und riefen Tabua-Tabua, welches wohl so viel bedeutet als[:] (Es ist gegen die Sitte – schlecht.) […] Die Tracht der Männer ist, wie gewöhnlich auf diesen Inseln, nur ein Tappar, die der Frauen im höchsten Grade merkwürdig. Ihr Anzug besteht vorn aus einem kurzen aus Graß und Blättern gemachten Röckchen, hinten dagegen hängt ein langer, schmaler Schweif. Das Haupthaar ist kurz geschoren und die Stirn mit schwarzer Farbe beschmiert. Am merkwürdigsten und scheußlichsten sind aber die Frauen, bei denen der äußere Haarrand [?] ganz abgeschnitten und mit kleinen Schildpattringen bedeckt ist; der auf diese Art gebildete Ring ist so groß daß er oft bis unters Kinn hängt und 4 Zoll im Durchmesser hat; außerdem tragen sie 9–12 Zoll lange, wie Ochsenhörner geformte Stücke Schildpatt als Zierrath durch die Nase, was ihnen ein wildes Aussehen giebt.“

Ungeachtet der feindlichen Situation ließ Tetens auch die östlichen Riffe der Hermitinseln auf Trepangbestände abforschen und zum Einkochen wiederum ein Camarin errichten. Nach einem zweiten vergeblichen Versuch, in das Hauptdorf auf Luf einzudringen, wagte er einen Sturm auf die Siedlung (30. Januar), bei dem seine Truppe einige Waffen und Nahrungsmittel plünderte.
Auf der Rückfahrt nach Yap lief die Vesta Uleai an (21./22. Februar), dessen Einwohner Tetens als „sehr freundlich“ beschrieb. Nach Wiedereintreffen auf Yap (26. Februar) und einem Ehrenfest in Rul (27. Februar) brach die Vesta mit einer Gesamtausbeute von 2000 Gallonen Kokosöl nach Palau auf (6. März), von wo nach weiteren Abnahmen (8.–16. März) nach Hongkong gesegelt wurde (Ankunft 28. März).

#### Die dritte Vesta-Expedition: Hongkong–Hongkong (23.April1867–11.März1868)

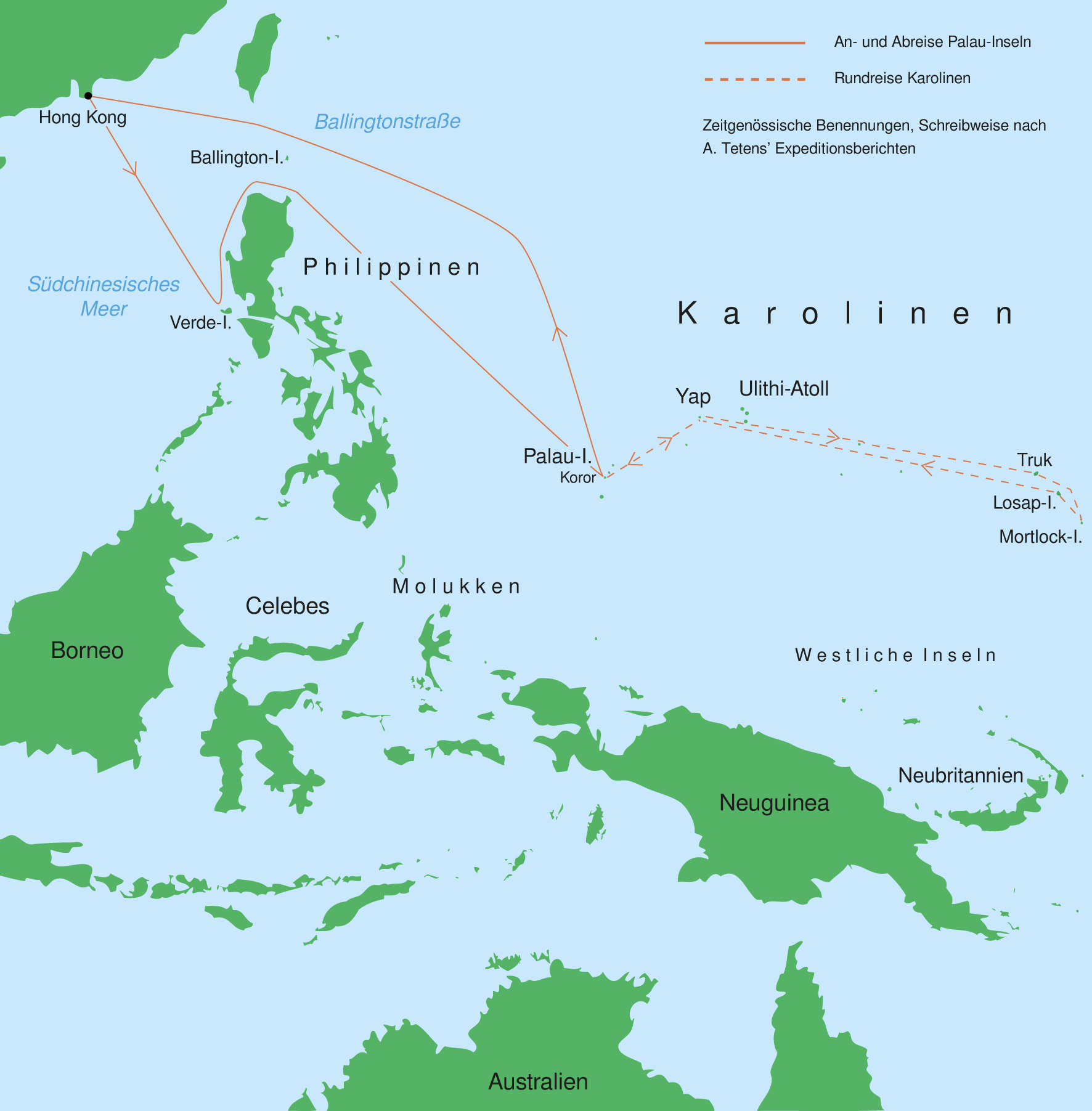
Dritte Vesta-Expedition, Apr. 1867–Mrz. 1868

Tetens’ dritte Expedition verfolgte als Hauptziel, für J.C. Godeffroy & Sohn eine Baumwoll- und Tabakplantage auf den Palau-Inseln zu errichten. Koror wurde jetzt erst nach vielen Windstillen und einer Überfahrt von 41 Tagen erreicht (3. Juni). Von Hongkong mitgeführte, chinesische Arbeiter ließ man unter der Aufsicht eines der Untersteuermänner zurück. Auf einem von Tetens gepachteten Grundstück sprießten beim Segeln angeblich schon erste Setzlinge (19. Juni). Nach Ankunft in Tomil (auf Gagil-Tomil, Yap, 1. Juli) und dem Anlanden von Fässern zur Abnahme des unter Tom Brown produzierten Kokosöls besuchte Tetens erstmals alle größeren Siedlungen. Dokumentiert sind Aufenthalte in Krurr (Wohnsitz des wichtigsten Handelspartners Foneway); Canif, Gelowith (freundliche Empfänge); Ruana; Tory (abweisendes, z. T. feindliches Verhalten der Bewohner) und Isle Isle (festlicher Empfang mit Tanzvorstellung). Gegen Ende der Besuchsserie warb Tetens erneut 80 Yap-Männer als Fischer an, um nun im Grenzgebiet zwischen Mikronesien und Melanesien von Europäern wenig angefahrene Inseln aufzusuchen (27. Juli). Zunächst wurde Kurs auf Truk genommen, wo es laut früheren Berichten Cheynes reiche Trepang-Vorkommen gab.
Tetens fand auf dem Atoll aber überhaupt keine natürlichen Ressourcen; auch Seewalzen waren auf den Riffen nicht vorhanden, da sie mangels Beständen an Obst- und Fruchtbäumen von den Einheimischen zur Ernährung verwendet wurden (23. August). Einem Landungsversuch, um Brennholz und Trinkwasser zu nehmen, setzten die Insulaner bewaffneten Widerstand entgegen. Von Booten aus ließ Tetens den Strand stürmen, um zumindest in Besitz frischer Provisionen zu gelangen.
In der Mortlockgruppe wurde die Vesta bei Ta verankert (4. September). Doch waren auch hier die Trepang-Vorkommen spärlich, weshalb nach einwöchigem Aufenthalt zu den Inseln vor dem Außenriff vorgestoßen wurde. Dabei wurden zwar bei Elarto (ca. 12. September) mit Seewalzen besetzte Riffe gefunden, doch entgingen Tetens und seine Landungsmannschaft nur knapp einem Anschlag. Beteiligte Männer von Ta wurden von Tetens zur Rede gestellt und verhalfen durch Wandlung ihres Verhaltens dem Trepangfischen zu einem überraschenden Erfolg (Abschluss am 23. September). Nach einem ergebnislosen Besuch auf Namoluck wurde das Fischen kurzzeitig noch auf den Losapinseln fortgesetzt (25. September), während Tetens auf Bitten einiger Krieger bei einem Feldzug gegen Nimma Schützenhilfe leistete (4. Oktober).
Beim Wiedereintreffen auf Yap fand Tetens ganz Rul im Kriegszustand und alle Dörfer in Aufruhr (31. Oktober). Dennoch fuhr man die Stationen ab, um Kokosöl zu kollektieren, das trotz der Unruhen in geringen Mengen produziert worden war.
Durch eine unbeabsichtigte Entladung seiner Flinte auf einer dieser Fahrten zerschmetterte Tetens sich sein linkes Bein (3. November). Infolge der Verletzung musste er in einer Hütte von Krurr drei Monate Krankenlager halten und schwebte mehrmals zwischen Leben und Tod. Nach einer vorläufigen Ausheilung der Wunde (10. Februar 1868) wurde er an Bord der Vesta verlegt. In der folgenden Woche segelte die Brigg zurück nach Palau (18. Februar), wo über den Zustand der Plantage der Untersteuermann berichtete:

„[…] die Baumwolle sei schon recht gut im Gedeihen, an 20.000 Bäumen, die von den Chinesen gepflanzt waren[,] befand sich schon Baumwolle, die Stauden hatten schon die Dicke eines Arms erreicht & bildeten schon einen kleinen Wald & da, wo früher nichts als eine große Grasfläche war[,] konnte man jetzt allenthalben im Schatten gehen. Die contrahirten Bauten waren bereits fertig geworden & alle Nachrichten lauteten soweit günstig mit Ausnahme der[jenigen über die] Chinesen, die sich auf eine scandaleuse Art nicht nur dem Steuermann sondern auch den Eingeborenen gegenüber betragen hatten, mehrere Mal hatten sie sich geweigert zu arbeiten & fortwährend die größte Unlust an den Tag gelegt zum cultiviren der Baumwolle, die Eingeborenen hatten sie beeinträchtigt, auf den Steuermann & einen ihm zur Seite stehenden West Indianer hatten sie sogar Mordversuche geplant.“

Auf Bitten Abbathules und anderer hochrangiger Männer zog Tetens die chinesischen Fremdarbeiter aus Koror ab, „zumal da die Eingeborenen mich versicherten, jetzt selbst mit Lust & Liebe die Baumwolle cultiviren zu wollen, wenn ich die Chinesen fortnähme.“ Als Aufseher für die Plantage wurden von Tetens ein „West-Indianer“ (Westinder, d. h. Karibik-Insulaner) und drei „Manila Leute“ (Philippiner) zurückgelassen, die „namentlich auf das Reinig[en] & Pressen der Baumwolle achten“ sollten (26. Februar). Spätere Besucher Korors berichten von der Unternehmung aber nichts, weshalb davon auszugehen ist, dass die Anpflanzung vernachlässigt wurde und binnen kurzem verwilderte. Nach Einlaufen in Hongkong (11. März) wurde die Vesta einer Reparatur unterzogen. Tetens erhielt ärztlich bescheinigt, dass eine Abnahme seines verletzten Beines nicht notwendig wäre, musste wegen einer bleibenden Behinderung den Seemannsberuf aber aufgeben.

### Tätigkeit in Hamburg
Nach Rückkehr nach Hamburg wurde Tetens zum Wasserschout ernannt, dem höchsten Beamten des Hamburger Hafens. 1891 war er Mitbegründer der Deutschen Seemannsmission in Hamburg r.V.

## Wirkungsgeschichte

### Die Tetens-Biographie S.Steinbergs

Persönliche Widmung von A. Tetens an den „langjährigen Freund“, Professor und Geheimrat Dr. Neumayer in einem Exemplar Vom Schiffsjungen zum Wasserschout (1888)

Die Reise-Aufzeichnungen Alfred Tetens’ verarbeitete der Hamburger Schriftsteller Sammy (?) Steinberg zu einer Lebensbeschreibung, die 1889 als Buch mit dem Titel Vom Schiffsjungen bis zum Wasserschout bei G. W. Niemeyer in Hamburg erschien. Obwohl Steinberg im Vorwort versicherte, er habe es sich zur Pflicht gemacht, „niemals“ von Tetens’ Aufzeichnungen abzuweichen und „jede fremdartige Zutat“ zu vermeiden, sind im Vergleich mit den Originalschriften starke editorische Eingriffe bis hin zu stilistischen Entstellungen und sachlichen Verfälschungen festzustellen. Den Ton der Biographie beschreibt der Ethnologe Hans Fischer als „deutsch-national über machomäßig-überheblich und kolonialistisch-abwertend bis romantisch-kitschig“. In den Quelltexten würden Begegnungen mit den Südsee-Insulanern „überwiegend positiv“ geschildert, während negative Bemerkungen im Stile der Biographie „eher selten“ vorkämen. Das veröffentlichte Werk stellt für Fischer eine von Steinberg verfasste Biographie dar, doch bleibe unklar, „[w]arum […] Tetens einen 'Ghostwriter' brauchte“. Jakob Anderhandt bezeichnet die Buchveröffentlichung als „Autobiographie“, welche jedoch von Steinberg als Herausgeber „verbrämt und verfälscht“ worden sei. Von der Biographie verteilte Tetens persönliche Widmungsexemplare.

### Übersetztes Werk
Als früheste englischsprachige Version der Texte Tetens’, welche Erwähnung verdient, führt Fischer eine Reihe anonymer Übersetzungen der (bearbeiteten) Beiträge für das Journal des Museum Godeffroy an, die in „irgendwelchen kirchlichen Oberschulen“ der mikronesischen Inselwelt auffindbar seien. In der schließlich 1958 erschienenen Monographie: Alfred Tetens: Among the Savages of the South Seas, veröffentlicht von der Stanford und der Oxford University Press, ist durch die Übersetzerin Florence Mann Spoehr der erste Teil von Vom Schiffsjungen … lediglich im Vorwort zusammengefasst und nur der zweite wortgetreu übertragen, laut einleitender Angabe Spoehrs aber auch dieser von Tetens’ „flowery adjectives – blumigen Adjektiven“ befreit. Fischer hält die Übersetzung für „oberflächlich und falsch“ und belegt das an Beispielen.

### Seemännische und ethnographische Leistungen
Für Jakob Anderhandt und Peter Sack steht es außer Frage, dass Alfred Tetens’ Vesta-Expeditionen weitere Handelsfahrten deutscher Kapitäne im westlichen Stillen Ozean vorgezeichnet haben. Laut Anderhandt verfügte Tetens’ Nachfolger bei J.C. Godeffroy & Sohn, der Eutiner Kapitän Georg Christoph Levison über Kenntnisse aus Tetens’ Expeditionsberichten und nutzte sie gezielt für eigene Vorstöße zu den Westlichen Inseln (ca. 1872). Zufolge Peter Sack segelte auch der Handelskapitän und spätere Kaufmann Eduard Hernsheim während seiner Entdeckungsfahrten mit dem Schoner Coeran auf Tetens’ Spuren (1874/75), dies aber „unwissentlich“.
Parallel zu einer „ziemlich schlechten Aufnahme“ der Tetens-Biographie fanden laut Fischer ebenso die ethnographischen Aufzeichnungen des Kapitäns kaum ein positives Echo. Besonders J. D. E. Schmeltz, der Direktor des Museum Godeffroy habe von Tetens’ „Sorgfalt und Zuverlässigkeit“ wenig gehalten. Der durch seine Ozeanien-Forschungen ausgewiesene Ethnologe Augustin Krämer habe differenzierter geurteilt und demgegenüber zugestanden, dass Tetens zumindest in seinem Beitrag für das Journal des Museum Godeffroy über Yap „wertvolles beigebracht [hat] und an und für sich ein guter Kenner des Eingeborenenlebens war.“ Im Unterschied dazu sieht Florence Mann Spoehr in dem Handelskapitän einen „keen and interested observer – scharfen und interessierten Beobachter“ und findet sogar die Biographie „infused with the colour of a zestful and yet reflective person – durchdrungen von der Farbe einer lebensfrohen und doch nachdenklichen Persönlichkeit“. Was Tetens über Palau und die Karolinen zu berichten habe, sei „authoritative and of his own experience – richtungsweisend und durch eigene Erfahrung verbürgt“. Hingegen meint Fischer, lediglich die originalen Aufzeichnungen Tetens’ enthielten im Ganzen „brauchbare frühe ethnographische Informationen über Yap und Palau“, doch wären sie im Lichte späterer und genauerer Forschungsberichte obsolet.
Vom Pacific Manuscripts Bureau Canberra (Australien) wurden 2009 die Expeditionsberichte Alfred Tetens’ als Transkript in lateinischer Schrift herausgegeben und so Tetens’ originale, in Kurrentschrift niedergelegte Aufzeichnungen einer breiteren Öffentlichkeit zugänglich gemacht. Zuvor waren 2004 große Teile von Vom Schiffsjungen zum Wasserschout in dem Buch Seemannsschicksale unter Segeln neu aufgelegt worden. Eine kritische Bearbeitung des erhaltenen Nachlasses von Alfred Tetens steht bisher aus.

### Eigene Schriften

#### Unveröffentlicht
- Alfred Friedrich Tetens: Reisetagebücher (ca. 1860–1869). Familienarchiv Tetens, Staatsarchiv Hamburg, 622-1.
- Alfred Friedrich Tetens: Korrespondenzen (1862–1865, o. J.). Familienarchiv Tetens, Staatsarchiv Hamburg, 622-1.
- Alfred Friedrich Tetens: Unterlagen zum Museum Godeffroy. Familienarchiv Tetens, Staatsarchiv Hamburg, 622-1.

#### Veröffentlicht
- Johann Stanislaw Kubary und Alfred Tetens: „Die Carolinen-Insel Yap oder Guap nebst den Matelotas-, Makenzie, Fais- und Wolea-Inseln: nach A. Tetens und J. Kubary von Dr. E. Gräffe“. In: Journal des Museum Godeffroy, Bd. 1, Heft 2, S. 84–130.
- Alfred Tetens: Expeditionen der Hamburger Brigg Vesta: Die Berichte von Kapitän Alfred Tetens, 1865–1868. Transcript in modern German script by Jakob Anderhandt of Captain Tetens’ reports of his expeditions to the Caroline Islands and Palau, with annotations. ([Deutschsprachiges] Transkript der Berichte von Alfred Tetens über seine Expeditionen zu den Karolinen und nach Palau, 1865–1868, in lateinischer Schrift, angefertigt, mit Anmerkungen [und einem Register] versehen von Jakob Anderhandt.) Australian National University (Pacific Manuscripts Bureau), Canberra 2009. Mikrofilm, PMB 1319. Inhaltsverzeichnis und Register im PDF. (PDF; 63 kB) Abgerufen am 10. Januar 2013.
- Alfred Tetens: Vom Schiffsjungen zum Wasserschout. Erinnerungen aus dem Leben des Capitäns Alfred Tetens. Nach seinen Aufzeichnungen verfaßt von S. Steinberg. Mit Portrait, und 10 Illustrationen von C. Schildt. 2. Auflage. Niemeyer, Hamburg 1889. online.
- Alfred Tetens – *1835: Weltweit unter Segeln um 1850-70 : Die Seefahrt unserer Urgroßväter. Jürgen Ruszkowski [Amazon Digitaldruck], Hamburg 2015. ISBN 978-1-5150-9606-1, online. (Wiederabdruck von Vom Schiffsjungen zum Wasserschout.)
- Alfred Tetens: Among the Savages of the South Seas: Memoirs of Micronesia, 1862–1868 […]. Translated from the German by Florence Mann Spoehr. Stanford University Press / Oxford University Press, Stanford / London 1958. (Englische, eingeleitete und nur teilweise Übertragung von Vom Schiffsjungen zum Wasserschout von Florence Mann Spoehr.)

### Sekundärwerke
- Jakob Anderhandt: „Der Nimmersatt des Pazifik“. In: Ders.: Eduard Hernsheim, die Südsee und viel Geld: Biographie in zwei Bänden. MV-Wissenschaft, Münster 2012, Band 1, S. 68–87. (Abriss der Vesta-Expeditionen von Alfred Tetens und ihrer historischen Vorbedingungen.)
- Hans Fischer: Randfiguren der Ethnologie: Gelehrte und Amateure, Schwindler und Phantasten. (= Kulturanalysen. Band 5). Reimer, Berlin 2003, ISBN 3-496-02748-7, Kapitel 3: Der Kapitän, S. 38–57 (Untersuchung zur Wirkungsgeschichte Alfred Tetens’).
- Jürgen Rath: Schiffszwieback, Pökelfleisch und Koje. 1. Auflage. Köhler, Hamburg 2004, ISBN 3-7822-0892-7.
- VI. Die Fahrten vom Jahre 1828 bis zum Beginn der Kolonialbestrebungen 1866 „Nr. 163 Alfred Tetens (1866)“. In: Arthur Wichmann: Nova Guinea. Vol. II., 1. Teil, Entdeckungsgeschichte von Neu-Guinea. (1828–1885). Buchhandlung und Druckerei E. J. Brill, Leiden 1910, S. 127 f. (Abriss des Verlaufs der Vesta-Expeditionen von Alfred Tetens, Digitalisat)